# خوسيه سلفادور سانشيز
خوسيه سلفادور سانشيز (بالإسبانية: José Salvador Sanchis)‏ مواليد 26 مارس 1963 في بلنسية، إسبانيا، هو دراج إسباني سابق. سبق أن شارك في دورة الألعاب الأولمبية الصيفية.

## روابط خارجية
- خوسيه سلفادور سانشيز على موقع أرشيف الدراجات (الإنجليزية)
- خوسيه سلفادور سانشيز على موقع إحصائيات الدراجات الإحترافية (الإنجليزية)
- خوسيه سلفادور سانشيز على موقع أوليمبيديا (الإنجليزية)